# زينون مونشي سليمان
زينون مونشي سليمان (بالإنجليزية: Zainon Munshi Sulaiman)‏ (الاسم بالكامل: المرحومة تان سري حجة زينون بنت سليمان؛ من مواليد 22 يناير 1903 - والمُتوفاة في 2 أبريل 1989)، وتسمى أيضاً السيدة زين أوالأم زين، هي سياسية واقتصادية ومُعلمة ماليزية.

## حياتها المُبكرة
وُلدت زين في ملقا، وهي السادسة من بين ثمانية أطفال، وتلقت تعليمًا جيدًا من خلال جهود والدها مونشي سليمان. التحقت في عام 1909 بمدرسة الفتيات الميثودية تينجكيرا، ثم انتقلت إلى مدرسة تينجكيرا الثانوية لاستكمال تعليمها الثانوي في عام 1913. وفي سن السابعة عشرة، كانت زين تدير مدرستها الخاصة في بوش جايا في نكري سمبيلن.
وفي عام 1921، زين أصبحت معلمة في مدرسة مدينة مهاراني للبنات في موار، حيث أصبحت مديرة مدرسة في عام 1924. وفي وقت لاحق، أسّست زين جمعية معلمي مدارس ملايو، والتي أصبحت رئيسة لها فيما بعد. تم تعيينها في عام 1927 مديرة لمدرسة بنات ولاية جوهور، وترأست فرع ولاية جوهرلجمعية معلمات اللغة الماليزية من عام 1930 إلى عام 1949. أسّست زين نيتبةً عم الملمات الماليزيات في عام 1932 مجلة بولان ميليو بالأبجدية الجاوية، ردًا على دورية جلالة المغاربة المخصصة للرجال. أصبحت وين مديرة ومحررة للدورية، واستخدمتها لجذب الانتباه إلى وضع المرأة، مع الأهداف المعلنة «مساعدة النساء الأخريات، سواء كنّ يعملن في المنزل أو اللائي يعملن في الخارج» وجلب «التنوير إلى لغة الملايو».
تعلمت زين اليابانية خلال الاحتلال الياباني لماليزيا من أجل المساعدة في التواصل مع العدو، وتنظيم أنشطة دعم للنساء اللواتي يتعرضن لسوء المعاملة.
دخلت زين في عام 1948 عالم السياسة حيث مثلت ولاة جوهر في مجلس الدولة، وانتُخبت لتمثيل بونتان سيلاتان في الانتخابات العامة لعام 1959. وفي الوقت نفسه أصبحت زين في عام 1950 عضوًا في الجمعية العامة للمنظمة الوطنية الماليزية المتحدة. وكانت المرأة الوحيدة التي حضرت المؤتمر الماليزي الإندونيسي لعام 1953.
تزوجت زين من تان سري زينون سليمان، وهو أحد مناضلي الاستقلال، الذي توفي بمرض السكري عندما كان أطفاله صغارًا. أصبحت ابنتهما الكبرى، أديبا أمين (من مواليد 1936) كاتبة. وكان من بين الأطفال الأصغر سناً ابنتها فضلزة، وابنها سليمان شكيب، وعملوا جميعًا في التعليم. تُوفيت إيبو زين عن عمر يناهز الـ 86 عامًا، ودُفنت في ضريح محمودية الملكي.